# Vega Baja
Vega Baja is een van de 78 gemeenten (municipio) in de vrijstaat Puerto Rico.
De gemeente heeft een landoppervlakte van 119 km² en telt 61.929 inwoners (volkstelling 2000).

## Geboren
- Roberto Sierra (1953), componist en muziekpedagoog